# Franz Xaver von Hornstein
Franz Xaver von Hornstein (ur. 9 marca 1840 w Villars-sur-Fontenais, zm. 3 czerwca 1905 w Bukareszcie) – szwajcarski duchowny katolicki i arcybiskup bukareszteński w latach 1896-1905.